# Mézières-sous-Lavardin
Mézières-sous-Lavardin és un municipi francès situat al departament del Sarthe i a la regió de País del Loira. L'any 2007 tenia 581 habitants.

## Demografia

### Població
El 2007 la població de fet de Mézières-sous-Lavardin era de 581 persones. Hi havia 216 famílies de les quals 40 eren unipersonals (20 homes vivint sols i 20 dones vivint soles), 72 parelles sense fills, 96 parelles amb fills i 8 famílies monoparentals amb fills.
La població ha evolucionat segons el següent gràfic:
Habitants censats

### Habitatges
El 2007 hi havia 258 habitatges, 215 eren l'habitatge principal de la família, 24 eren segones residències i 19 estaven desocupats. Tots els 257 habitatges eren cases. Dels 215 habitatges principals, 177 estaven ocupats pels seus propietaris, 35 estaven llogats i ocupats pels llogaters i 3 estaven cedits a títol gratuït; 2 tenien una cambra, 7 en tenien dues, 29 en tenien tres, 69 en tenien quatre i 108 en tenien cinc o més. 162 habitatges disposaven pel capbaix d'una plaça de pàrquing. A 76 habitatges hi havia un automòbil i a 129 n'hi havia dos o més.

### Piràmide de població
La piràmide de població per edats i sexe el 2009 era:
| Homes | Edats   | Dones |
| ----- | ------- | ----- |
| 8     | 95 o +  | 0     |
| 0     | 90 a 94 | 8     |
| 0     | 85 a 89 | 4     |
| 4     | 80 a 84 | 12    |
| 4     | 75 a 79 | 4     |
| 12    | 70 a 74 | 8     |
| 12    | 65 a 69 | 8     |
| 0     | 60 a 64 | 4     |
| 8     | 55 a 59 | 4     |
| 24    | 50 a 54 | 24    |
| 8     | 45 a 49 | 12    |
| 12    | 40 a 44 | 20    |
| 16    | 35 a 39 | 8     |
| 16    | 30 a 34 | 12    |
| 20    | 25 a 29 | 8     |
| 20    | 20 a 24 | 4     |
| 24    | 15 a 19 | 16    |
| 20    | 10 a 14 | 8     |
| 12    | 5 a 9   | 12    |
| 20    | 0 a 4   | 0     |

## Economia
El 2007 la població en edat de treballar era de 367 persones, 290 eren actives i 77 eren inactives. De les 290 persones actives 274 estaven ocupades (156 homes i 118 dones) i 16 estaven aturades (4 homes i 12 dones). De les 77 persones inactives 29 estaven jubilades, 23 estaven estudiant i 25 estaven classificades com a «altres inactius».

### Ingressos
El 2009 a Mézières-sous-Lavardin hi havia 238 unitats fiscals que integraven 652,5 persones, la mediana anual d'ingressos fiscals per persona era de 16.882 €.

### Activitats econòmiques
Dels 12 establiments que hi havia el 2007, 1 era d'una empresa extractiva, 1 d'una empresa de fabricació d'altres productes industrials, 3 d'empreses de construcció, 1 d'una empresa de comerç i reparació d'automòbils, 2 d'empreses de transport, 1 d'una empresa d'hostatgeria i restauració i 3 d'empreses de serveis.
Dels 4 establiments de servei als particulars que hi havia el 2009, 1 era un taller de reparació d'automòbils i de material agrícola, 2 fusteries i 1 lampisteria.
L'any 2000 a Mézières-sous-Lavardin hi havia 20 explotacions agrícoles que ocupaven un total de 546 hectàrees.

## Equipaments sanitaris i escolars
El 2009 hi havia una escola elemental integrada dins d'un grup escolar amb les comunes properes formant una escola dispersa.

## Poblacions més properes
El següent diagrama mostra les poblacions més properes.